# 몬타가노
몬타가노(이탈리아어: Montagano)는 이탈리아 몰리세주 캄포바소도의 코무네다. 캄포바소로부터 북쪽 9km 거리에 있다.